# Андре-Пјер Жињак
Андре-Пјер Кристијан Жињак (фр. André-Pierre Christian Gignac; Мартиг, 5. децембар 1985) француски je фудбалер који игра на позицији нападача и тренутно наступа за мексички клуб Тигрес УАНЛ.

## Биографија
Жињак је описан као „моћан и опасан” нападач који је познат по свом „присуству у ваздуху”. Саиграчи и пријатељи га зову једноставно Деде.
Жињак је каријеру започео у свом матичном департману Буш ди Рон, играјући за локални клуб Фос и Мартиг. Године 2002. отишао је у регију Бретања да би се придружио професионалном клубу Лорјан. Играо је за Лорјан две сезоне, што је укључивало и позајмицу у тада аматерском клубу По. Затим се придружио Тулузу 2007. године, усред контроверзних околности. После раних борби, Жињак је постао истакнут током сезоне 2008–09, поставши најбољи стрелац лиге са 24 гола. Након сезоне 2009–10. са Тулузом, Жињак се придружио браниоцу титуле Марсеју у августу 2010. на петогодишњи уговор. Постигао је 77 голова у 186 мечева у свим такмичењима за Марсељ, освојивши две узастопне титуле Куп де ла Лиге и Трофеј шампиона 2011. Након што му је уговор истекао, преселио се у Мексико да игра за Тигрес УАНЛ, где је постао најбољи стрелац клуба свих времена у свим такмичењима.
Жињак је био и репрезентативац Француске и дебитовао је за тим у априлу 2009. против Литваније као резултат добре форме са Тулузом. Свој први међународни гол постигао је пет месеци касније против Фарских Острва. Жињак је први велики међународни наступ за своју земљу имао на Светском првенству у фудбалу 2010. године, наступивши у сва три меча у којима је тим учествовао. Такође је представљао своју земљу на Европском првенству у фудбалу 2016. године, на којем су били вицешампиони.